# Kelly Depeault
Kelly Depeault, née le 6 mai 2002 à Sherbrooke, est une actrice québécoise.

## Biographie
Originaire de la région des Cantons-de-l'Est, Kelly Depeault aime enfant reproduire des scènes de films. Elle s'initie au chant en suivant sa sœur aînée, Lydia Depeault, puis intègre la chorale Les Petits chanteurs de Trois-Rivières.
En 2013, elle fait sa première apparition à la télévision dans l'émission En route vers le gala Artis. La même année, elle décroche le rôle principal d'une publicité de Leucan, avant d'intégrer dès 2014, le casting de l'émission Les Enfants Roy,. Parallèlement, elle remporte plusieurs concours de chant, où elle se fait connaître avec une chanson écrite pour elle, et nommée Raconte-moi encore.

## Carrière professionnelle
Dès 2016, Kelly Depeault commence sa carrière à la télévision en intégrant notamment la série L'Échappée avec le rôle de Claudie. Elle participe à différents courts métrages dont Le dernier jour (2018) et Vacarme (2019).
En 2020, l'actrice interprète le personnage de Catherine dans le long métrage La Déesse des mouches à feu d'Anaïs Barbeau-Lavalette,,,. Pour ce film, elle remporte le prix Iris de la révélation de l'année lors du Gala Québec Cinéma en 2021,. La Déesse des mouches à feu est adapté de l'ouvrage éponyme de Geneviève Pettersen publié en 2014, et devenu un best-seller au Québec,.

## Prix et nominations
2023: Au Gala Québec Cinéma, Kelly remporte le prix dans la catégorie « Meilleure interprétation féminine - Premier rôle » pour le film Noémie dit oui.

## Filmographie

### Télévision
- 2016- : L'Échappée de Myriam Bouchard, François Bégin et Yan England : Claudie Lyndsay
- 2019 : OFF : Marie-Noëlle
- 2021 : Clash (saison 3) : Maïa Adler
- 2024 : Une amitié dangereuse d'Alain Tasma : Marie de Rohan, duchesse de Chevreuse

### Cinéma
- 2018 : Le Dernier Jour (court métrage) de Louis-Charles Blais : Lorence
- 2019 : Vacarme (court métrage) de Frédérick Neegan Trudel : Arielle
- 2019 : Je suis amoureuse de mes souvenirs (court métrage) d'Etienne Galloy : Florence
- 2020 : Vacarme de Neegan Trudel (en) : Ariel
- 2021 : La Déesse des mouches à feu d'Anaïs Barbeau-Lavalette : Catherine
- 2021 : Au nord d'Albany (en) de Marianne Farley : Martine
- 2022 : Noémie dit oui de Geneviève Albert : Noémie